# ب. ج. كينيدي
 باتريك جوزيف «ب. ج.» كينيدي (بالإنجليزية: P. J. Kennedy)‏ (و. 1858 – 1929 م) هو رجل أعمال وسياسي ودبلوماسي ومونتير من الولايات المتحدة الأمريكية . ولد في بوسطن. كان ب. ج. الابن الخامس والأصغر للمزارع الإرلندي باتريك كينيدي وبرايدجيت مورفي.
وهو عضو في الحزب الديمقراطي الأمريكي .
توفي في بوسطن .

## التعليم
تعلم في كلية بوسطن.